# Daïra d'Aïn El Kebira
La daïra d'Aïn El Kebira est une circonscription administrative algérienne située dans la wilaya de Sétif. Son chef-lieu est situé sur la commune éponyme d'Aïn El Kebira.
La daïra regroupe les quatre communes d'Aïn El Kebira, Dehamcha et Ouled Addouane.